# Earl Browder
Pour les articles homonymes, voir Browder.
Earl Russell Browder, né le 20 mai 1891 et mort le 27 juin 1973, est un militant politique américain et secrétaire général du Parti communiste américain (CPUSA) entre les années 1930 et la première moitié des années 1940.

## Biographie
Né en 1891 dans une famille pauvre du Kansas, Earl Browder quitte l'école précocement. Il parvient à trouver un emploi comme comptable et fréquente les milieux de gauche de Kansas City.
Pendant la Première Guerre mondiale, il purge une peine dans une prison fédérale comme objecteur de conscience à la conscription et la guerre. À sa libération, il devient un membre actif du mouvement communiste américain. Il travaille rapidement en tant qu'organisateur pour le compte de l'Internationale communiste et de son Internationale rouge des syndicats de travailleurs en Chine et dans la région du Pacifique.
En 1930, à la suite de la destitution d'une faction politique rivale, il est nommé secrétaire général du Parti communiste des États-Unis d'Amérique (CPUSA). Pendant les 15 années qui suivirent, Earl Browder devint la personnalité publique la plus reconnaissable associée au communisme américain. Il rédigea des dizaines de brochures et de livres, prononçant de nombreux discours devant un public parfois vaste et se présentant à deux reprises à la présidence des États-Unis. Il a également pris part à des activités clandestines au nom des services de renseignement soviétiques en Amérique au cours de sa période de direction du parti, mettant en contact ceux qui cherchaient à transmettre des informations sensibles au parti avec les services de renseignements soviétiques.
À la suite de l’indignation publique suscitée par le pacte germano-soviétique de 1939, Earl Browder est accusé de fraude de passeport. Il est reconnu coupable de deux chefs d'accusation au début de 1940 et condamné à quatre ans de prison, restant libre pendant un certain temps en appel. Au printemps 1942, la Cour suprême des États-Unis confirme la peine et Earl Browder entame ce qui s’avéra être un séjour de 14 mois dans une prison fédérale. Il fut finalement libéré en 1943, un geste en faveur de l'unité du temps de guerre, alors que l'URSS avait rejoint le camp des Alliés.
Earl Browder était un fervent partisan de la coopération étroite entre les États-Unis et l'Union soviétique pendant la Seconde Guerre mondiale et envisageait de poursuivre la coopération entre ces deux puissances militaires dans les années d'après-guerre. Considérant que le rôle des communistes américains devait être celui d'un groupe de pression organisé au sein d'une large coalition gouvernementale, il dirigea en 1944 la transformation du CPUSA en une « association politique communiste ». Cependant, après la mort du président Franklin D. Roosevelt démarre la guerre froide, bientôt doublé d'un climat de chasse aux sorcières lié au maccarthysme. Earl Browder fut exclu du Parti communiste rétabli au début de 1946, en grande partie à cause du refus de modifier ses vues pour les adapter aux réalités politiques changeantes et aux exigences idéologiques associées.

## Publication en français
- Le Front démocratique pour le travail, la sécurité, la démocratie et la paix : rapport présenté au nom du Comité central au Xe congrès national du Parti communiste des Etats-Unis d'Amérique, le 28 mai 1938, au Carnégie hall, à New York ; préf. de Florimond Bonte, Paris, Bureau d'éditions, 191 p., 1938.